# Pierre Dabosville
 (juillet 2020).
Si vous disposez d'ouvrages ou d'articles de référence ou si vous connaissez des sites web de qualité traitant du thème abordé ici, merci de compléter l'article en donnant les références utiles à sa vérifiabilité et en les liant à la section « Notes et références ».
Pierre Dabosville, né le 24 juin 1907 à Cherbourg, et mort le 5 décembre 1976 à Pontoise, est un prêtre oratorien.
Né dans une famille chrétienne ouverte, il fait des études classiques et entre au séminaire de l’Oratoire en 1925. Ordonné prêtre en 1931, il commence sa vie sacerdotale dans les collèges oratoriens. 
Tout de suite, il manifeste une grande indépendance d’esprit : pendant la guerre d’Espagne, il exprime publiquement des réserves sur les excès de la répression contre les anti-franquistes ; pendant la Seconde Guerre mondiale, il apporte son soutien à des personnalités poursuivies, comme le professeur Georges Dumezil qui se réfugie à l’École Saint-Martin tenue par les Oratoriens.
En 1946, il reçoit la charge d’aumônier général des universités catholiques de France, qu’il gardera 17 ans. 

## Un pédagogue innovant
En 1963, écarté de la paroisse universitaire pour des positions qu’on lui reproche, il est nommé supérieur de l’École Saint-Martin-de-France à Pontoise. Sa pédagogie reposait sur deux principes  : d’une part, développer au maximum la formation des élèves, d’autre part, comme il le disait lui-même, « laisser les enfants respirer... », c’est-à-dire, ne pas être obnubilé par une course aux résultats  : il garda ainsi de nombreux élèves dont les résultats ne correspondaient pas à des exigences élitistes. Dans cet esprit, il y fait venir de nombreux conférenciers pour développer l’ouverture d’esprit de ses élèves, notamment l’abbé Marc Oraison, sur la contraception et l’encyclique Humanae Vitae, le politologue et historien François Fejtö, sur le socialisme soviétique, le patron de presse Jean-Claude Servan-Schreiber, sur la Cinquième République, l’ancien ministre Jean Sainteny, sur la guerre d’Indochine, l'ambassadeur d'Iran en France, Hassan Pakravan, sur les relations internationales, l’avocat Jean-Marc Varaut, lui-même ancien élève de l’école, sur le système judiciaire.  D’autre part, il veille à ce que la presse quotidienne soit disponible pour les élèves qui pouvaient lire Le Figaro et Le Monde tous les jours. Les élèves le surnommaient affectueusement Le Dab's.

## Un défenseur du dialogue judéo-chrétien
En 1969, il est appelé au comité épiscopal catholique pour les relations avec le judaïsme. En 1973, il est élu au comité directeur de l’Amitié judéo-chrétienne de France. 
Le 10 juin 1975 au monument Juif du camp de Concentration de Bergen-Belsen, il prononce une allocution dans laquelle il reprend l'expression d'un déporté qui qualifie l'Holocauste, de « borne inamovible de l'histoire » ; il rajoute, sur l'origine de l'antisémitisme qu'un "prêtre catholique doit (...) avouer que le poids de l'histoire de son Église a pesé de façon déterminante sur le destin d'Israël ". Enfin, reprenant l'expression du pape Pie XI, dans son encyclique contre le nazisme Mit Brennender Sorge, à travers l'expression de « peuple choisi », il qualifie le peuple juif de Peuple Théophore, c'est-à-dire qui porte la Parole de Dieu.
Cette même année, sa santé l’oblige à abandonner la direction de Saint-Martin. Il meurt le 5 décembre 1976.
Le père Dabosville était un homme de grande intelligence et d’une très grande ouverture culturelle, qui s’intéressait autant à la philosophie et aux sciences humaines qu’aux mathématiques. Il se trouva mêlé à toutes les grandes questions qui secouèrent l’Église de France : prêtres ouvriers, quelle interprétation donner pour le Concile Vatican-II, crise du modernisme, confrontation à l’incroyance, relations avec les juifs. Il ose professer un socialisme qui améliorerait la condition ouvrière. À la fin de sa vie il sera l’un de ceux qui organiseront de manière explicite le dialogue entre juifs et chrétiens. Pour résumer ses prises de position, il répétait souvent que l’Église devait « regarder la réalité en face ! ». Le cardinal Lustiger, dont il fut le supérieur à la paroisse universitaire, le qualifie de grande figure dans son livre Le Choix de Dieu.
À sa mort, l’écrivain Jacques Madaule déclare qu’avec lui disparaît « l’une des plus hautes figures de l’Église de France, une figure de proue ». Il a peu écrit, toujours des articles ou des « méditations » de circonstances, mais les deux livres qui ont recueilli les fragments de cette pensée. 